# Escolca
Escolca (sardisk: Iscròca) er en by og en kommune (comune) i provinsen Sud Sardegna i regionen Sardinien i Italien. Byen ligger i 416 meters højde og har 589 indbyggere (2016). Kommunen har et areal på 14,76 km² og grænser til kommunerne Gergei, Gesico, Mandas, Serri og Villanovafranca.